# Рушковський Микола Миколайович
Микола Миколайович Рушковський (11 травня 1925, Москва, СРСР — 5 грудня 2018, Київ, Україна) — радянський і український актор театру та кіно, театральний педагог. Народний артист УРСР (1969). Лауреат Державної премії України ім. Тараса Шевченка (1983).

## Життєпис
Закінчив Школу-студію імені В. І. Немировича-Данченка при МХАТі (1952). Актор Київського російського драматичного театру імені Лесі Українки.
Знімався у фільмах: «Народжені бурею» (1957, Заремба), «Проста річ» (1958, епіз.), «Роман і Франческа» (1960, Карліно), «Між добрими людьми» (1962, епіз.), «Сон» (1964, епіз.), «Ключі від неба» (1964, епіз.), «Хочу вірити» (1965), «Місто з ранку до опівночі», «Така вона, гра» (1978), «Дощ у чужому місті» (1979, т/ф), «Ранкове шосе» (1988, Серафім), «Геть сором!» (1994), «Міф про ідеального чоловіка. Детектив від Тетяни Устинової» (2005), «Осінні квіти» (2009) та ін.

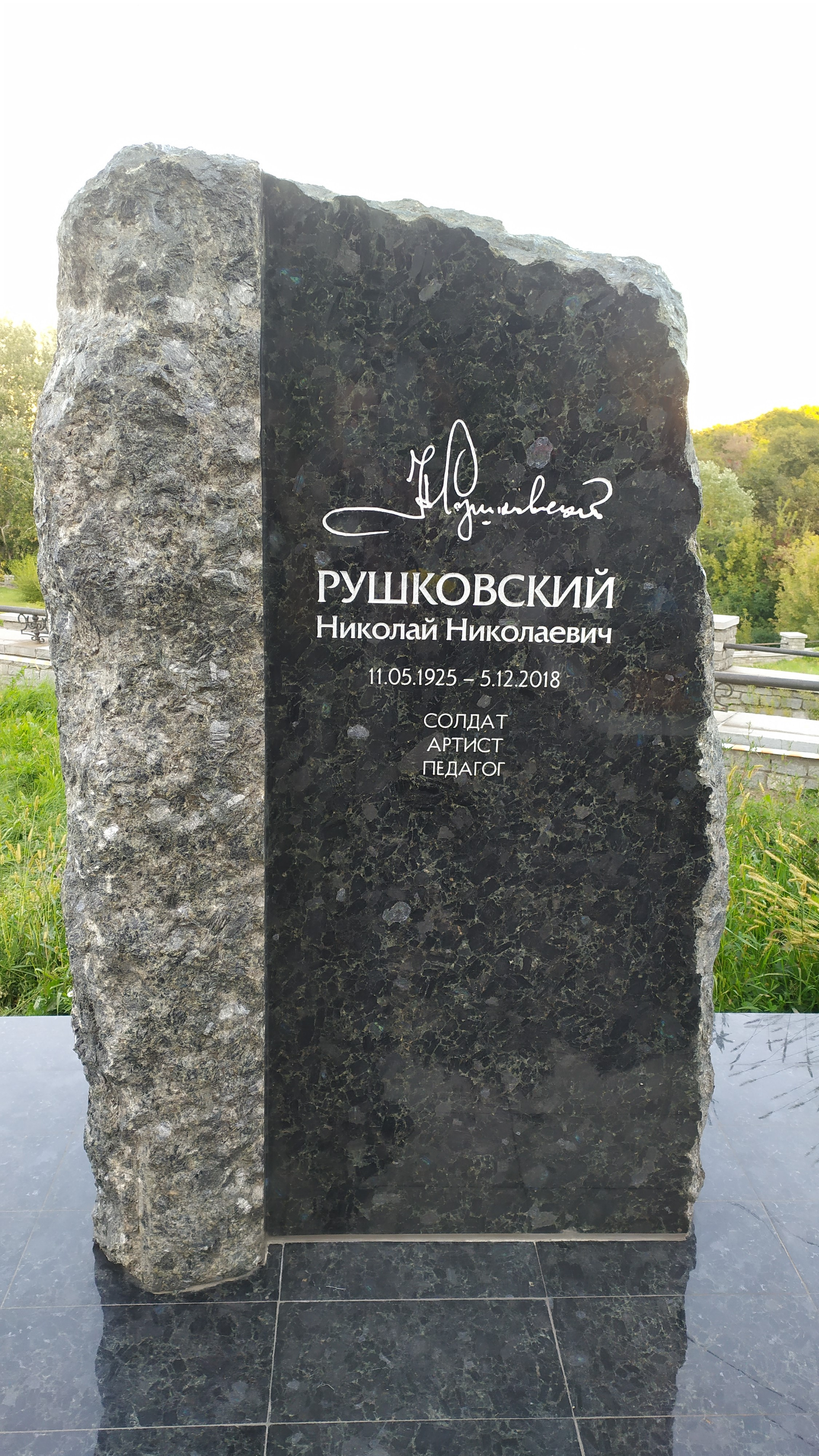
Могила Миколи Рушковського, Байкове кладовище, Київ

Викладав у Київському державному інституті театрального мистецтва ім. І.Карпенка-Карого. Професор (1976). Серед учнів Рушковського українські актори: Лев Сомов, Ігор Антонов, Дмитро Суржиков, Ольга Сумська, Артем Ємцов та ін.
Один із засновників театральної премії «Київська пектораль», Нового драматичного театру на Печерську, Майстерні театрального мистецтва «Сузір'я». Разом зі своїм 13-м набором акторського курсу в університеті ім. І. К. Карпенка-Карого створив театр-майстерню М. Рушковського. Член Національної спілки театральних діячів України.
25 листопада 2018 року Микола Рушковський зазнав травми стегна внаслідок падіння під час вистави «Насмішкувате моє щастя», де понад 50 років грав самого А. П. Чехова, а потім його брата. Після операції та реабілітації планував за кілька місяців знову вийти на сцену. Помер у лікарні вранці 5 грудня 2018 року. Похований 7 грудня на центральній алеї Байкового кладовища.

## Нагороди
- Орден князя Ярослава Мудрого V ст. (27 червня 2015) — за значний особистий внесок у державне будівництво, соціально-економічний, науково-технічний, культурно-освітній розвиток України, вагомі трудові здобутки та високий професіоналізм[4]
- Орден «За заслуги» III ст. (25 березня 2000) — за вагомий особистий внесок у розвиток українського театрального мистецтва, високий професіоналізм[5]